# 陈轩 (明朝)
陈轩，字廷策，廣東潮州府海阳县人，明朝政治人物、进士出身。

## 生平
成化七年廣東鄉試舉人，成化八年，聯捷进士。曾任平樂府知府。